# Hageniella
Hageniella là một chi rêu trong họ Sematophyllaceae.